# A Proper Introduction to Serge Chaloff: The Baritone Sax Master
A Proper Introduction to Serge Chaloff: The Baritone Sax Master è una raccolta discografica su CD del sassofonista statunitense Serge Chaloff, pubblicato dall'etichetta discografica Proper Records nel 2004.

## Tracce
1. Blue Serge – 6:01 (Serge Chaloff, Ralph Burns) – Registrato il 21 settembre 1946 a Hollywood, California
2. Curbstone Scuffle – 3:01 (Shorty Rogers) – Registrato il 21 settembre 1946 a Hollywood, California
3. Nocturne – 3:04 (Ralph Burns, Sonny Berman) – Registrato il 21 settembre 1946 a Hollywood, California
4. Woodchopper's Holiday – 2:53 (Sonny Berman) – Registrato il 21 settembre 1946 a Hollywood, California
5. All God's Children Got Rhythm – 2:47 (Walter Jurmann, Gus Kahn, Bronislaw Kaper) – Registrato il 29 gennaio 1947 a New York
6. Elevation – 2:53 (Gerry Mulligan, Elliot Lawrence) – Registrato il 29 gennaio 1947 a New York
7. Fine and Dandy – 2:40 (Paul James, Kay Swift) – Registrato il 29 gennaio 1947 a New York
8. The Goof and I – 2:59 (Al Cohn) – Registrato il 29 gennaio 1947 a New York
9. Pumpernickel – 2:28 (Serge Chaloff) – Registrato il 5 marzo 1947 a New York
10. Gabardine and Serge – 2:29 (Tiny Kahn) – Registrato il 5 marzo 1947 a New York
11. Serge's Urge – 2:31 (Serge Chaloff) – Registrato il 5 marzo 1947 a New York
12. A Bar a Second – 2:35 (Serge Chaloff) – Registrato il 5 marzo 1947 a New York
13. We the People Bop – 2:19 (Woody Herman) – Registrato il 20 novembre 1948 al Royal Roost di New York
14. Chickasaw – 2:50 (Terry Gibbs, Shorty Rogers) – Registrato il 10 marzo 1949 a New York
15. Bopscotch – 3:20 (Serge Chaloff) – Registrato il 10 marzo 1949 a New York
16. The Most – 2:38 (Al Cohn) – Registrato il 10 marzo 1949 a New York
17. Pat – 2:11 (Ralph Burns) – Registrato il 16 aprile 1949 a Boston, Massachusetts
18. King Edward the Flatted Fifth – 2:52 (Ralph Burns) – Registrato il 16 aprile 1949 a Boston, Massachusetts
19. The Goof and I – 6:09 (Al Cohn) – Registrato il 3 settembre 1950 al The Celebrity Club di Providence, Rhode Island
20. Everything Happens to Me – 3:12 (Tom Adair, Matt Dennis) – Registrato il 3 settembre 1950 al The Celebrity Club di Providence, Rhode Island
21. Pennies from Heaven – 5:30 (Johnny Burke, Arthur Johnston) – Registrato il 3 settembre 1950 al The Celebrity Club di Providence, Rhode Island
22. Four Brothers – 4:25 (Jimmy Giuffre) – Registrato il 3 settembre 1950 al The Celebrity Club di Providence, Rhode Island

- Brano #1: Serge Chaloff
- Brani #2, #3 e #4: Sonny Berman's Big Eight
- Brani #5, #6, #7 e #8: Red Rodney's Be-Boppers
- Brani #9, #10, #11 e #12: Serge Chaloff Sextette
- Brano #13: Woody Herman
- Brani #14, #15, #16, #17, #18, #19, #20, #21 e #22: Serge Chaloff

## Musicisti
Blue Serge / Curbstone Scuffle / Nocturne / Woodchopper's Holiday
- Serge Chaloff - sassofono baritono
- Sonny Berman - tromba (eccetto nel brano: Blue Serge)
- Bill Harris - trombone (eccetto nel brano: Blue Serge)
- Flip Phillips - sassofono tenore (eccetto nel brano: Blue Serge)
- Ralph Burns - pianoforte
- Chuck Wayne - chitarra
- Artie Bernstein - contrabbasso
- Don Lamond - batteria

All God's Children Got Rhythm / Elevation / Fine and Dandy / The Goof and I
- Serge Chaloff - sassofono baritono
- Red Rodney - tromba
- Al Haig - pianoforte
- Allen Eager - sassofono tenore
- Chubby Jackson - contrabbasso
- Tiny Kahn - batteria

Pumpernickel / Gabardine and Serge / Serge's Urge / A Bar a Second
- Serge Chaloff - sassofono baritono
- Red Rodney - tromba
- Earl Swope - trombone
- George Wallington - pianoforte
- Curley Russell - contrabbasso
- Tiny Kahn - batteria

We the People Bop
- Serge Chaloff - sassofono baritono
- Woody Herman - clarinetto, voce
- Ernie Royal - tromba, voce
- Lou Levy - pianoforte
- Terry Gibbs - vibrafono
- Chubby Jackson - contrabbasso
- Don Lamond - batteria

Chickasaw / Bopscotch / The Most
- Serge Chaloff - sassofono baritono
- Red Rodney - tromba
- Earl Swope - trombone
- Al Cohn - sassofono tenore
- Barbara Carroll - pianoforte
- Terry Gibbs - vibrafono
- Oscar Pettiford - contrabbasso
- Denzil Best - batteria

Pat / King Edward the Flatted Fifth
- Serge Chaloff - sassofono baritono
- Charlie Mariano - sassofono alto
- Ralph Burns - pianoforte
- Gait Preddy - tromba
- Mert Goodspeed - trombone
- Frank Vaccaro - contrabbasso
- Pete De Rosa - batteria

The Goof and I / Everything Happens to Me / Pennies from Heaven / Four Brothers
- Serge Chaloff - sassofono baritono
- Nat Pierce - pianoforte
- Sonny Truitt - trombone
- George Jones - contrabbasso
- Joe MacDonald - batteria